# Хортон (Канзас)
Хортон (енгл. Horton) град је у америчкој савезној држави Канзас.

## Демографија
По попису из 2010. године број становника је 1.776, што је 191 (-9,7%) становника мање него 2000. године.
| Група             | 2000.         | 2010.         |
| Белци             | 1.659 (84,3%) | 1.454 (81,9%) |
| Афроамериканци    | 19 (1,0%)     | 15 (0,8%)     |
| Азијати           | 13 (0,7%)     | 9 (0,5%)      |
| Хиспаноамериканци | 41 (2,1%)     | 65 (3,7%)     |
| Укупно            | 1.967         | 1.776         |